# Fossa, L'Aquila
Fossa là một đô thị thuộc tỉnh L'Aquila trong vùng Abruzzo của Ý. Ý. Đô thị này có diện tích 8 km², dân số 665 người. Các đô thị giáp ranh gồm: Barisciano, L'Aquila, Ocre, Poggio Picenze, Sant'Eusanio Forconese